# Púchovská vrchovina
Púchovská vrchovina je geomorfologická část podcelku Nízké Javorníky v pohoří Javorníky.  Rozprostírá se v jihovýchodní části pohoří, severně od Považské Bystrice. 

## Polohopis
Území se nachází v jižní polovině pohoří Javorníky a zabírá jižní část podcelku Nízké Javorníky. Má podlouhlý tvar severovýchodní-jihozápadní orientace a na jižním okraji leží města Púchov a Považská Bystrica. Púchovská vrchovina sousedí na severu s geomorfologickými částmi Nízkých Javorníků, Javornickou brázdou a Rovnianskou vrchovinou. Jihovýchodně a jižně se rozkládá Považské podolie s podcelky Bytčianska kotlina, Podmanínska pahorkatina a Ilavská kotlina a na západě sousedí Bílé Karpaty s částí Vršatské predhorie. 
Centrální částí Púchovské vrchoviny protéká řeka Váh, na níž je mezi Púchovem a Považskou Bystricí vybudována Vodní nádrž Nosice. Vodní toky z této části Javorníků patří do povodí Váhu a mezi nejvýznamnější patří Marikovský Potok, Papradnianka a Štiavnik. Sídla na území vrchoviny jsou všechny přístupné silnicemi III. třídy, odbočujícími ze silnice II / 507 (Púchov - Bytča). Jihozápadním okrajem vede silnice I / 49 z Púchova na Moravu, v níž blízkosti vede i důležitá železniční trať . 

## Chráněná území
Tato část pohoří leží mimo Chráněnou krajinnou oblast Kysuce, zabírající severnější oblasti. Ze zvláště chráněných území leží v centrální části východně od obce Udiča přírodní rezervace Klapy. 

## Turismus
Jihovýchodní část Javorníků je charakteristická hlubokým údolím Váhu s významnou a rozsáhlou vodní nádrží. Při jejím budování byl objeven zdroj mineralizované vody, což podnítilo vybudování lázní Nimnica. Nad vodní nádrží se východně od Udiče vypíná masiv vrchu Klapy (654 m n. m.), Jehož svahy patří do stejnojmenné přírodní rezervace. Milovníci historie vyhledávají Považský hrad, vypínající se nad údolím Váhu. Území je zejména v údolích řek a potoků poměrně hustě osídlené a v okolí sídel je i mnoho neznačených stezek.
Turistické značené trasy vedou:
- modrá značka:
  - z Nosíc přes Kúpele Nimnica a vrch Holiš (533 m n. m.) do Horné Marikové
  - z Považské Bystrice sedlem Klapy na Malý Javorník (1019 m n. m.)
- žlutá značka:
  - z rozc. Lopatin () Na Považský hrad
  - z Púchova přes Udiče a Klapy (654 m n. m.) na rozc. v sedle Klapy ()
  - z Považské Bystrice přes Žiar (517 m n. m.) do Milochova [2]